# Eisenbahnunfall von Langenweddingen

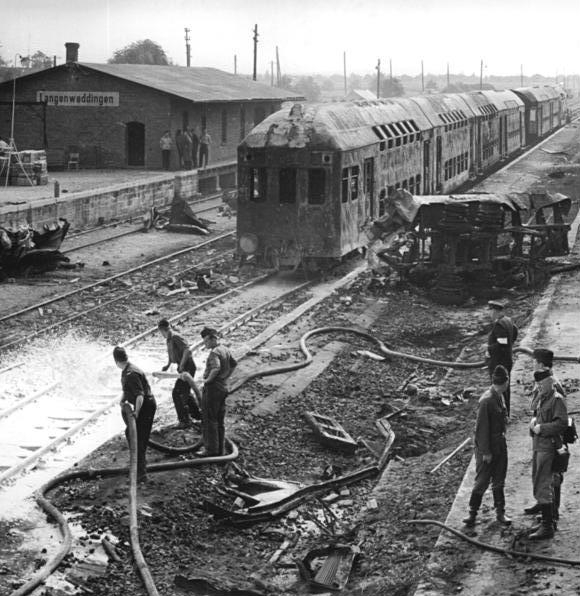
Der ausgebrannte Unfallzug

Bei dem Eisenbahnunfall von Langenweddingen am 6. Juli 1967 stieß auf der Bahnstrecke Magdeburg–Thale ein Zug der Deutschen Reichsbahn in der Nähe der bei Magdeburg gelegenen Ortschaft Langenweddingen an einem Bahnübergang mit einem Tanklastwagen zusammen, der explodierte. Mit 94 Todesopfern gilt dieser Unfall als schwerster der DDR, einer der schwersten in der Geschichte der deutschen Eisenbahn sowie als einer der folgenschwersten Gefahrgutunfälle in Deutschland überhaupt.

## Ausgangslage

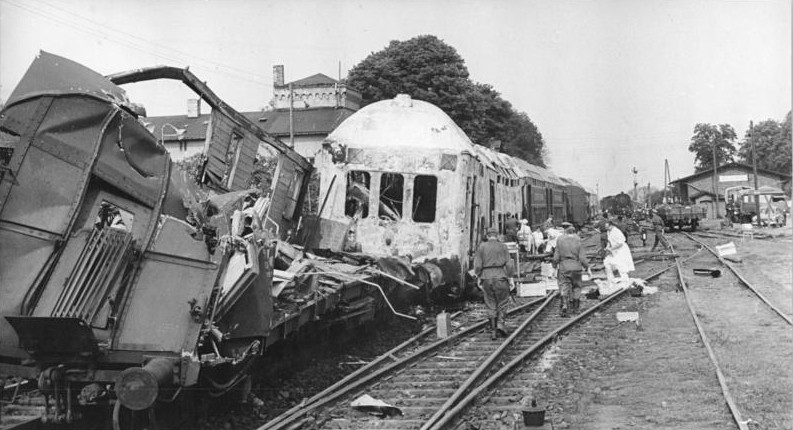
Blick auf die Unfallstelle

Die Unfallstelle war ein beschrankter Bahnübergang an der damaligen Fernverkehrsstraße 81. Oberhalb des Übergangs verliefen mehrere Versorgungsleitungen, unter anderem ein frei hängendes Telefonkabel der Deutschen Post. Nach einer Beschädigung der alten Schrankenanlage durch einen Autobus im Januar 1966 wurde eine neue Schrankenanlage eingebaut. Seitdem kam es öfter zum Kontakt des Telefonkabels mit einem der Schrankenbäume, was sowohl Post als auch Bahn bekannt war.
Am Bahnübergang herrschten ungünstige Sichtverhältnisse für die jeweiligen Verkehrsteilnehmer. Während dichter Bewuchs die Sicht von der Straße auf die Bahnstrecke behinderte, konnte auch der Übergang selbst von der Bahnstrecke aus nicht eingesehen werden.
Diesem Bahnübergang näherte sich der Personenzug P 852 auf der Fahrt von Magdeburg nach Thale mit etwa 85 km/h. Gezogen wurde er von der Dampflokomotive 22 022. Hinter der Lokomotive befand sich ein Packwagen, ihm folgte eine vierteilige Einheit von Doppelstockwagen, dann wieder ein Packwagen und nochmals eine vierteilige Einheit von Doppelstockwagen. Rund 250 Reisende saßen im Zug. Der erste Wagen war für 50 Kinder reserviert, die in ein Ferienlager in der Nähe von Thale unterwegs waren.
Auf der Straße näherte sich von Norden dem Bahnübergang ein mit etwa 15.000 Litern Leichtbenzin betankter Minol-Tanklastzug. Er befand sich auf dem Weg zum Gummiwerk in Ballenstedt. Aus der Gegenrichtung näherte sich ein LKW mit Aufbau zur Personenbeförderung, in dem 34 Personen saßen.

## Unfallhergang
Da P 852 sich gegen 8 Uhr bei Einfahrsignal „Fahrt frei“ dem Bahnhof Langenweddingen näherte, ließ der Fahrdienstleiter durch den Schrankenwärter die Schranken schließen. Eine der Schranken verfing sich jedoch in dem herabhängenden Telefonkabel, das sich durch die sommerliche Hitze stark ausgedehnt hatte, und konnte so nicht ordnungsgemäß geschlossen werden. Der Schrankenwärter versuchte, die Schranke durch mehrfaches Hoch- und Niederkurbeln vom Kabel zu befreien, was ihm jedoch misslang; der Bahnübergang blieb also geöffnet. Der Fahrdienstleiter versäumte es seinerseits, das Einfahrtsignal zurückzunehmen. Dem Straßenverkehr schien der Übergang angesichts hochstehender Schranken frei, dem Zugpersonal erschien ein Befahren durch das Signal gestattet.
Als der Fahrdienstleiter den zum Omnibus umfunktionierten Lkw erblickte, rannte er mit einer Signalflagge zum Fenster und konnte ihn stoppen. Der sich ebenfalls nähernde Tanklaster befand sich für ihn hingegen in einem toten Winkel und wurde daher nicht wahrgenommen.
Der Lokführer des Zuges aus der Gegenrichtung, der im Bahnhof wartete, erkannte die Situation und gab mit dem Makrofon seiner Lokomotive das Notsignal Sh 5. Wegen der Betriebsgeräusche auf der Dampflok wurden die Warnsignale vom Lokpersonal des P 852 jedoch nicht gehört. Erst 30 Meter vor dem Bahnübergang nahm man wahr, dass die Schranken nicht geschlossen waren. Trotz sofort eingeleiteter Schnellbremsung kam es zur Kollision mit dem Tanklaster. Die Lokomotive erfasste den Lkw mit ihrem rechten Puffer und riss das Fahrzeug mit. Der Laster wurde gegen den Zug geschleudert, wobei zahlreiche Fensterscheiben zu Bruch gingen. Der Tank platzte und der Inhalt spritzte in die ersten beiden Doppelstockwagen sowie auf das Bahnhofsgelände. Es kam sofort zu einer Explosion, die einen großflächigen Brand auslöste. Das Feuer entwickelte im Innern der Wagen Temperaturen bis zu 800 Grad Celsius.

## Folgen

### Unmittelbare Folgen

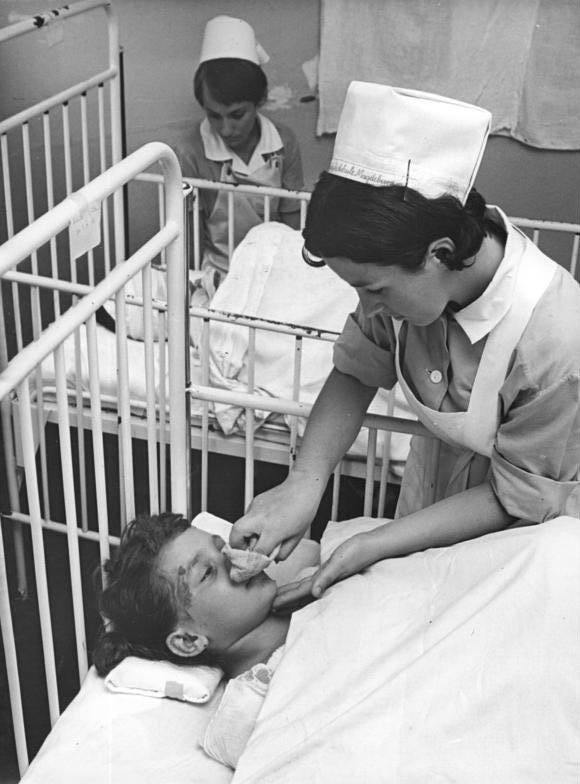
Versorgung verletzter Kinder in Magdeburg

Die Zahl der Todesopfer wurde von den Behörden mit 94 angegeben, davon 44 Schulkinder, die sich am Ferienbeginn auf dem Weg von Magdeburg in ein Ferienlager im Harz befanden. 77 Opfer starben bereits am Unfallort. Ihre Zahl erhöhte sich in den Tagen nach dem Unfall, weil 17 weitere der zunächst 54 Schwerverletzten ihren Verletzungen erlagen. Der Lkw-Fahrer erlitt nur leichte Verbrennungen. Er wurde beim Zusammenstoß aus dem Fahrzeug geschleudert und starb an den Folgen des Aufpralls. Der Lokomotivführer wurde schwer verletzt, der Heizer erlitt mittlere Verletzungen. Zu den Opfern zählte auch der Lehrer Werner Moritz, Direktor einer Polytechnischen Oberschule (POS) in Rogätz nahe der Stadt Wolmirstedt. Bei der Rettung von zwölf Schülern zog er sich schwere Verbrennungen zu, denen er später im Krankenhaus erlag.
Bei dem der Explosion folgenden Brand wurden auch das Haupt- und einige Nebengebäude des Bahnhofs Langenweddingen zerstört. Die Bahnhofsuhr blieb auf 08:06 Uhr stehen. Das zerstörte Bahnhofs-Gebäude wurde später abgerissen und durch einen Neubau ersetzt, das beschädigte Stellwerk wieder instand gesetzt.
Die Freiwillige Feuerwehr Langenweddingen traf kurz darauf ein, die Feuerwehr Magdeburg um 08:32 Uhr. Da keine Hydranten in der Nähe waren, musste erst eine Löschwasserversorgung zum über 500 Meter entfernten Dorfteich aufgebaut werden. Als das Löschwasser endlich eintraf, verdampfte es mit lautem Knall, als es auf die glühend heißen Wracks der Wagen traf. Die Hitze des Brandes verhinderte zunächst das Vordringen der Rettungskräfte zu einem erheblichen Teil der in dem Zug eingeschlossenen Opfer. Die Waggons konnten nur mit Schutzkleidung betreten werden. Gegen 10 Uhr war das Feuer gelöscht.

### Aufarbeitung

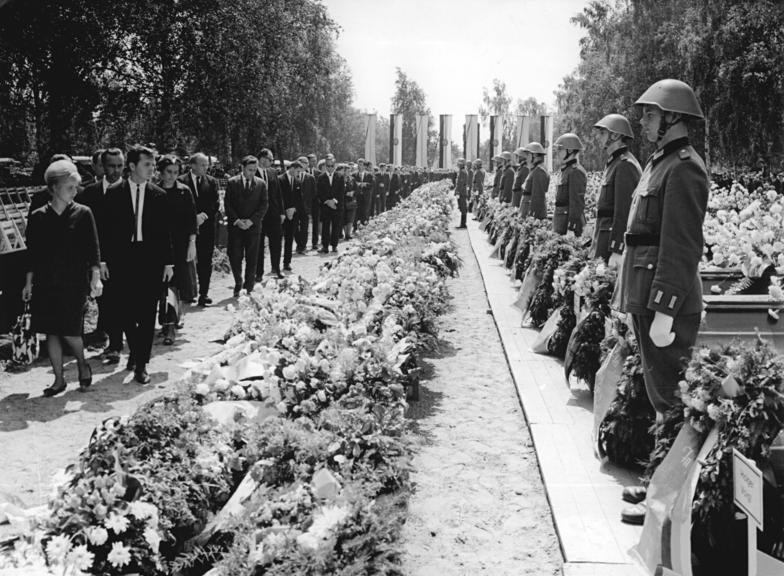
Trauerfeier und Beerdigung der Opfer, 11. Juli 1967

Die Ermittlungen ergaben, dass es wegen des durchhängenden Telefonkabels seit mehreren Tagen Probleme bei dem Schließen der Schranken gegeben hatte. Dem Schrankenwärter wurde daher vorgeworfen, keine anderweitige Absicherung des Bahnübergangs veranlasst zu haben, dem Dienstvorsteher, sich nicht ausreichend um die Beseitigung der Störung gekümmert zu haben. Der Schrankenwärter und der Fahrdienstleiter wurden zu Freiheitsstrafen von je fünf Jahren verurteilt.
Sechs Monate nach dem Unfall wurde am 28. Dezember 1967 eine neue Transportordnung für gefährliche Güter (TOG) verkündet, die am 1. März 1968 in Kraft trat. Die Schließzeiten für Bahnschranken wurden in der gesamten DDR deutlich ausgedehnt. Zugfahrten dürfen seitdem – auch heute noch – erst zugelassen werden, wenn die Schranken geschlossen sind. Externe Schrankenwärter haben dem zuständigen Fahrdienstleiter den geschlossenen Zustand der Schranken zu bestätigen, bevor dieser die Hauptsignale auf „Fahrt frei“ stellen darf. Busse und Gefahrguttransporter mussten darüber hinaus von da an auch bei geöffneten Schranken vor dem Überqueren der Gleise anhalten. Außerdem durften seitdem Bahnübergänge nur dann befahren werden, wenn die Schrankenbäume senkrecht standen.
Zudem wurden neue Vorschriften zur Schließung von Schranken erlassen und jeder Fall einer offen gebliebenen Schranke als Zuggefährdung betrachtet und geahndet, auch wenn es dabei nicht zum Unfall kam. Weiter begann die DDR ein großes Programm, Bahnübergänge mit automatischen Schrankenanlagen auszurüsten oder Bahnschranken signalabhängig zu machen.

### Ehrung und Gedenken
Die Polytechnische Oberschule (POS) in Rogätz, gegenwärtig eine Grundschule, erhielt ebenso wie der Ortsverein Rogätz des Deutschen Roten Kreuzes den Namen des Lehrers Werner Moritz, der – ebenso wie ein weiterer Helfer – bei den Rettungsarbeiten ums Leben gekommen war. Die Helfer erhielten postum den Vaterländischen Verdienstorden in Silber.
Zwölf Opfer des Unfalls, die nicht identifiziert werden konnten, liegen in einem Gemeinschaftsgrab auf dem Magdeburger Westfriedhof, einer Gedenkstätte für die Opfer des Unfalls. Hier fand am 11. Juli 1967 eine Trauerfeier statt. Für den Tag der Trauerfeier war Staatstrauer angeordnet. Während der Trauerfeier ruhte in Magdeburg der öffentliche Verkehr.
Der stellvertretende Gesundheitsminister der DDR, Ludwig Mecklinger, besuchte im Juli 1967 Verletzte des Eisenbahnunglücks im Kreiskrankenhaus Bahrendorf unter Begleitung der Presse.

## Filme und Reportagen
- Die Todesschranke von Langenweddingen. Eine Dokumentation des Mitteldeutschen Rundfunks (MDR) von Gunther Scholz und Sieglinde Scholz-Amoulong aus der Reihe Vergessene Katastrophen, 45 Minuten; Erstausstrahlung am 23. November 1998
- Beitrag in Die schwersten Unglücke der DDR (1) (ZDFinfo), youtube.com, 25. Dezember 2016, abgerufen am 13. April 2019. Video 22:08–30:50/59:08.
- Beitrag in der MDR-Sendereihe „Lebensretter“